# Companyia Franca de Voluntaris de Catalunya
La Companyia Franca de Voluntaris de Catalunya, o Companyies de Voluntaris de Catalunya, fou un cos de milícia del Principat de Catalunya, entre 1762 i 1815, al servei del rei d'Espanya com a reforç de les tropes regulars oficials. Va destacar per la participació en l'exploració de l'Alta Califòrnia i l'ocupació de Nootka Sound, avui a la Colúmbia Britànica.
La Companyia seguia la tradició de les dues institucions armades històriques del Principat: el sometent i els miquelets. Segons l'usatge princeps namque només es podia imposar l'allistament obligatori de la població per a la defensa interior i si el rei hi era present. Encara que l'usatge havia estat derogat amb els decrets de Nova Planta, es constituïen milícies especials de voluntaris per a accions especials o per reforçar les tropes regulars i eludir les lleves forçoses.
El cos militar es va formar el 12 de maig del 1762 per atendre el compromís de Carles III d'intervenir a la Guerra dels Set Anys (1756-1763). La Companyia, amb seu a Barcelona, va reclutar la majoria de milicians de les comarques del Prepirineu. El mateix any 1762 ja participaven en la campanya de Portugal. Rebien el sobrenom de migueletes.
Després de signar la Pau de París (1763), es va formar el cos Colonial a partir de la 2a Companyia, amb 4 oficials, 4 sergents, 2 tambors i 94 caporals i soldats. Van ser destinats a les colònies de Nova Espanya. El maig del 1767 van sortir de Cadis i l'agost arribaven a Veracruz. Van establir la seu a Guadalajara, a la costa del Pacífic, participant en diverses campanyes a l'interior de Mèxic.
L'any 1769, un contingent sota el comandament del capità Pere Fages va participar en l'expedició d'en Gaspar de Portolà a l'Alta Califòrnia. Com a responsables de la seguretat són presents en les descobertes de San Diego, Monterey i San Francisco i en la fundació de diverses missions.
El 12 de novembre del 1772 el virrei Bucareli divideix el cos de milícies en dues Companyies formades per 3 oficials i 80 homes cadascuna:
- La Primera Companyia seguia a les ordres del capità Agustí Callis. Quan va morir el 1782 fou substituït per Pere d'Alberní.
- La Segona Companyia, sota el comandament d'en Pere Fages.

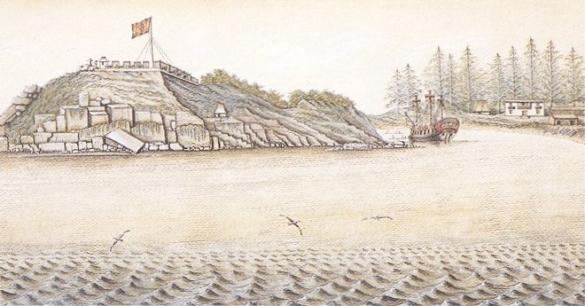
Fort San Miguel a Nootka Sound, 1793. Aquarel·la basada en un dibuix del Museu d'Amèrica de Madrid.

El febrer del 1790 la Primera Companyia, amb el capità Pere d'Alberní, acompanya l'expedició de Francisco de Eliza a les costes del nord-oest del Pacífic. Després de partir de San Blas, a l'abril s'instal·len al port de Nootka Sound, a l'illa de Vancouver. Alberní va organitzar els treballs de la construcció del Fort San Miguel, amb una bateria de canons, habitatges, magatzem, hospital i hort.
Va establir relacions amb els nootka, va compilar el primer vocabulari i va fer les primeres descripcions sistemàtiques de la zona. Va destinar els seus homes a les diverses exploracions de la costa del Pacífic:
- A Alaska, fins a l'illa de Kodiak, amb el San Carlos d'en Salvador Fidalgo (1790).
- L'estret de Geòrgia i l'estret de Juan de Fuca, arribant al lloc on avui hi ha la ciutat de Vancouver, amb la Princesa de José Maria Narvaez (1791).
- A l'entrada de l'estret de Juan de Fuca amb la Princesa de Salvador Fidalgo (1792).
- L'exploració d'Alaska fins Mount Saint Elias, l'any 1791.
- La costa de la Colúmbia Britànica i part d'Alaska, amb l'Aranzazu de Jacinto Camaño (1792).
- Al voltant de Nootka Sound amb l'Activa de Bodega-Quadra (1792).
- L'estret de Geòrgia i circumnavegació de l'illa de Vancouver, amb la Mexicana d'Alcalá-Galiano i Valdés (1792).

Pere d'Alberní va tornar a San Blas el juny del 1792, deixant catorze milicians que van ser rellevats el mes de juny del 1794. Les condicions del clima fred i gran quantitat de pluges amb un equipament poc adequat va fer que dels quasi 80 milicians només en tornessin en total 59.
A la tornada de Nootka Sound, la Companyia amb Pere d'Alberní van ser destinats a la fortificació de San Juan de Ulúa (Veracruz), a l'Alta Califòrnia i a lluitar contra els insurrectes de Mèxic. A la mort d'Alberní, l'11 de març del 1802, va passar a ser el capità el seu tinent Josep Font. El 1815 els pocs milicians que quedaven van ser incorporats als altres cossos militars.
Campania Island (coordenades: 53° 5′ N, 129° 25′ O / 53.083°N,129.417°O), situada a la Colúmbia Britànica, porta el nom derivat de Isla Compañia que Jacinto Camaño va anomenar en honor de la Companyia de Voluntaris de Catalunya.